# Белка Мирнса
Белка Мирнса (лат. Tamiasciurus mearnsi) — вид грызунов семейства беличьих. Назван в честь американского зоолога Эдгара Александера Мирнса (1856—1916).

## Ареал
Эндемик Мексики, распространена в штате Нижняя Калифорния. Обитает в сосновых и еловых лесах на высоте 2100—2400 м над уровнем моря. Ареал очень мал.

## Образ жизни
Живут, как правило, в дуплах деревьев, часто в полостях, оставленных дятлами. В тёплые месяцы рацион состоит из фруктов и орехов, но зимой приходится есть в основном семена хвойных деревьев, которые собирают и сохраняют.
Размножаются в начале весны, период беременности вероятно, 36—40 дней, рождаются 3—7 детёныша.

## Внешний вид
Внешне очень похожа на белку Дугласа, но несколько меньше размером. Длина тела — 19 см, хвоста — 11 см. Мех красновато-коричневый на спине и белый на брюхе.